# Mesosetum rottboellioides
Mesosetum rottboellioides är en gräsart som först beskrevs av Carl Sigismund Kunth, och fick sitt nu gällande namn av Albert Spear Hitchcock. Mesosetum rottboellioides ingår i släktet Mesosetum och familjen gräs. Inga underarter finns listade i Catalogue of Life.